# Sisowath Monivong
Sisowath Monivong (khmer: ស៊ីសុវត្ថិ មុនីវង្ស), född 27 december 1875 i det kungliga palatset i Phnom Penh, död 24 juli 1941 i Phnom Penh, var kung av Kambodja mellan 1928 och 1941, då han avled. Han var son till kung Sisowath av Kambodja och Neak Moneang Van.

## Biografi
Prins Sisowath Monivong föddes 1875 vid det kungliga hovet i Phnom Penh som sjätte son till kung Sisowath och hans femte fru Neak Moneang Van, när hans farbror Norodom regerade Kambodja från huvudstaden Oudong, som skuggregent åt Frankrike, eftersom Kambodja sedan 1863 var ett franskt protektorat under en fransk guvernör. 1886 flyttade även kung Norodom och det kungliga hovet från Oudong till Phnom Penh.
1904 avled Monivongs två farbröder och hans äldre bror Essaravong, vilket gjorde den 29-årige Monivong till kronprins.

### Militärutbildning i Frankrike
1906 följde han sin far på en resa till Frankrike, där han blev inskriven vid militärskolan Saint-Maixent-l'École. Två år senare tog han examen med Sous Lieutenant i Främlingslegionen med placering först i Brive-la-Gaillarde och sedan Paris.

### Tillbaka i Kambodja
1909 återvände Monivong till Kambodja, där han året efter befordrades till löjtnant, 1916 till kapten och slutligen till bataljonschef 1922, varpå han avslutade sin militärtjänst. Under första världskriget rekryterade han volontärer, för vilket han belönades med Cross of Commander of the Foreign Legion och titeln Samdech Preah Keofea och ingick senare i det kungliga rådet.

### Kung av Kambodja
1927 avled Sisowath i Phnom Penh med det postuma namnet Preah Karuna Preah Sisowath Preah Reacheanukot, och hans 52-årige  son, kronprins Sisowath Monivong kröntes som ny kung av Kambodja. Liksom sin far och farbror blev han en lydkonung under franskt protektoratet och den reella makten över landet låg i händerna på den franske guvernören.
Som kung omgav sig Monivong med ett råd bestående av sina kusiner, Sisowath Rathary (far till Sisowath Sirik Matak), Sisowath Watchayavong, Norodom Phanouvong, Norodom Suramarit och Norodom Singhara.
Monivong hade många föräktenskapliga förbindelser, av vilka flera födde hans barn. En av dem, Meak, en danserska som sedan tjugotalet arbetat inom den kungliga balettakademin, och som bodde innanför de kungliga palatsmurarna, fick titeln Khun Preah Moneang Bopha Norleak Meak efter att hon 1926 födde en son till Monivong, som fick namnet Sisowath Kusarak.
Efter att Monivong blivit kung befordrades Meak till att ansvara för de kungliga sovgemaken, vilket i realiteten vara att hålla ordning på kung Monivongs 30 fruar, och alla älskarinnor och konkubiner. I mitten av 1930-talet kom två av Meaks kusiner från provinsen Kompong Thom till Phnom Penh för att bo hos henne vid hovet, medan de studerade vid Ecole Miche, en fransk-katolsk skola. Den yngre av dessa två bondsöner bar då fortfarande sitt dopnamn Saloth Sar, men han skulle senare bli känd för världen under ett annat namn, Pol Pot, som alltså kom att växa upp och dela bostad med sitt kusinbarn, prins Kusarak.
Under Monivongs regering öppnades Kambodja för kommunistiska influenser, och efter att den vietnamesiske agitatorn Ho Chi Minh 1930 grundade det Indokinesiska kommunistpartiet växte kommunistiska sympatier i landet, och jämsides med detta en vilja att nå självständighet och befria sig från Frankrikes långa kolonisering.
1940, när Frankrike började falla i kampen mot Tyskland, tog Vichyregimen över även styret av Frankrikes kolonier varefter Japan invaderade Kambodja och ockuperade landet.  Med för Frankrike ombytta roller, tilläts fransmännen att leda Kambodja, men nu med Japansk kontroll, medan Thailand, som var Japans allierade, tog kontroll över delar av östra Kambodja.
Uppgiven pensionerade sig Sisowath Monivong i Kampot, och avled samma år.

### Monivongs död
Monivong avled vid 65 års ålder den 24 april 1941 vid berget i Bokor, nära Kampot.
Hans son Sisowath Monireth var som kronprins arvsberättigad till kronan, men fransmännen lät istället Sisowath Kossamaks 19-årige son Norodom Sihanouk bli kung över Kambodja, med den felaktiga föreställningen att han skulle bli en mer lättkontrollerad regent.